# Rio Piracicaba (ort)
Rio Piracicaba är en ort i Brasilien.   Den ligger i kommunen Rio Piracicaba och delstaten Minas Gerais, i den sydöstra delen av landet, 700 km sydost om huvudstaden Brasília. Rio Piracicaba ligger 634 meter över havet och antalet invånare är 10 439.
Terrängen runt Rio Piracicaba är kuperad åt nordväst, men åt sydost är den platt. Rio Piracicaba ligger nere i en dal. Närmaste större samhälle är João Monlevade, 13,2 km norr om Rio Piracicaba.
Omgivningarna runt Rio Piracicaba är huvudsakligen savann. Runt Rio Piracicaba är det ganska glesbefolkat, med 50 invånare per kvadratkilometer.